# Michelle Nardone
Michelle Nardone, er en dansk Filmproducer.

## Filmografi
- Tsunami (2015)
- Once Upon a Candle (2014)
- Borislav (2014)
- Interview (2014)
- Out of Bounds (2014)
- Memoria (2013)
- Out of the Ordinary (2013)
- Under the Fold (2013)
- The Reward (2013)
- Glidende mavelandinger (2012)
- Wing (2012)
- Load (2012)
- Space Stallions (2012)
- Ride of Passage (2012)
- The Saga of Biôrn (2011)
- The Backwater Gospel (2011)
- Last Fall (2011)
- Salma (2011)
- Captain Awesome (2011)
- Out of a Forest (2010)
- Lumber Jack (2010)
- Vegeterrible (2010)
- Stop Mother Fucker (2010)
- They Came From Beyond the Sun (2010)
- The Fox Sisters (2010)
- Dinorider (2010)
- Elk Hair Caddis (2010)
- Pig Me (2009)
- Wikipedia: Alpha (2009)
- Trainbombing (2009)
- Leitmotif (2009)
- Drawpoker (2009)
- Katrine (2009)
- Sheep! (2009)
- Roadkill (2008)
- Bertram (2008)
- Fra Alaska til Kenya (2008)
- Girl and Robot (2008)
- Otto og Stella (2008)
- Teddy's Boy (2007)
- Paux de trois (2007)
- Lost in the Forest (2007)
- Fishing with Spinoza (2007)
- Hum (2007)
- What the Name Is (2007)
- Dharma Dreameater (2007)